# Großer Fetzenfisch
Der Große Fetzenfisch (Phycodurus eques) ist ein Fisch aus der Familie der Seenadeln (Syngnathidae) und die einzige Art in der Gattung Phycodurus. Er lebt in den kühleren Gewässern an der Südküste Westaustraliens und Südaustraliens in Tiefen von 3 bis 30 Metern. Sporadisch kommt er auch an der Südküste Victorias und an der südlichen Westküste Western Australias vor. Sein bevorzugtes Habitat sind an Sandflächen angrenzende Felsriffe, die von Braunalgen, vor allem der Gattung Ecklonia bewachsen sind. Daher auch der wissenschaftliche Name: von  (gr.) phykodes tangartig, ouros Schwanz, und (lat.) eques Reiter.

## Merkmale

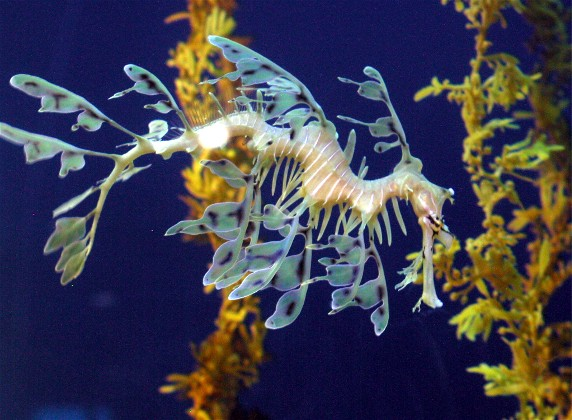
Großer Fetzenfisch

Kennzeichnend für die Tiere ist eine Vielzahl blattförmiger Auswüchse, die sie in ihrem Lebensraum perfekt tarnen. Exemplare aus seichtem Wasser sind gelb oder grünlich gefärbt, diejenigen aus tieferen Regionen eher dunkelbraun bis burgunderrot. Große Fetzenfische werden 35 Zentimeter lang.

## Ernährung
Wie alle Seenadeln ernährt sich der Große Fetzenfisch von Kleinkrebsen, Schwebegarnelen und Garnelen. Größere Exemplare fressen auch verschiedene größere Krebse, wie Porzellankrebse.

## Fortpflanzung

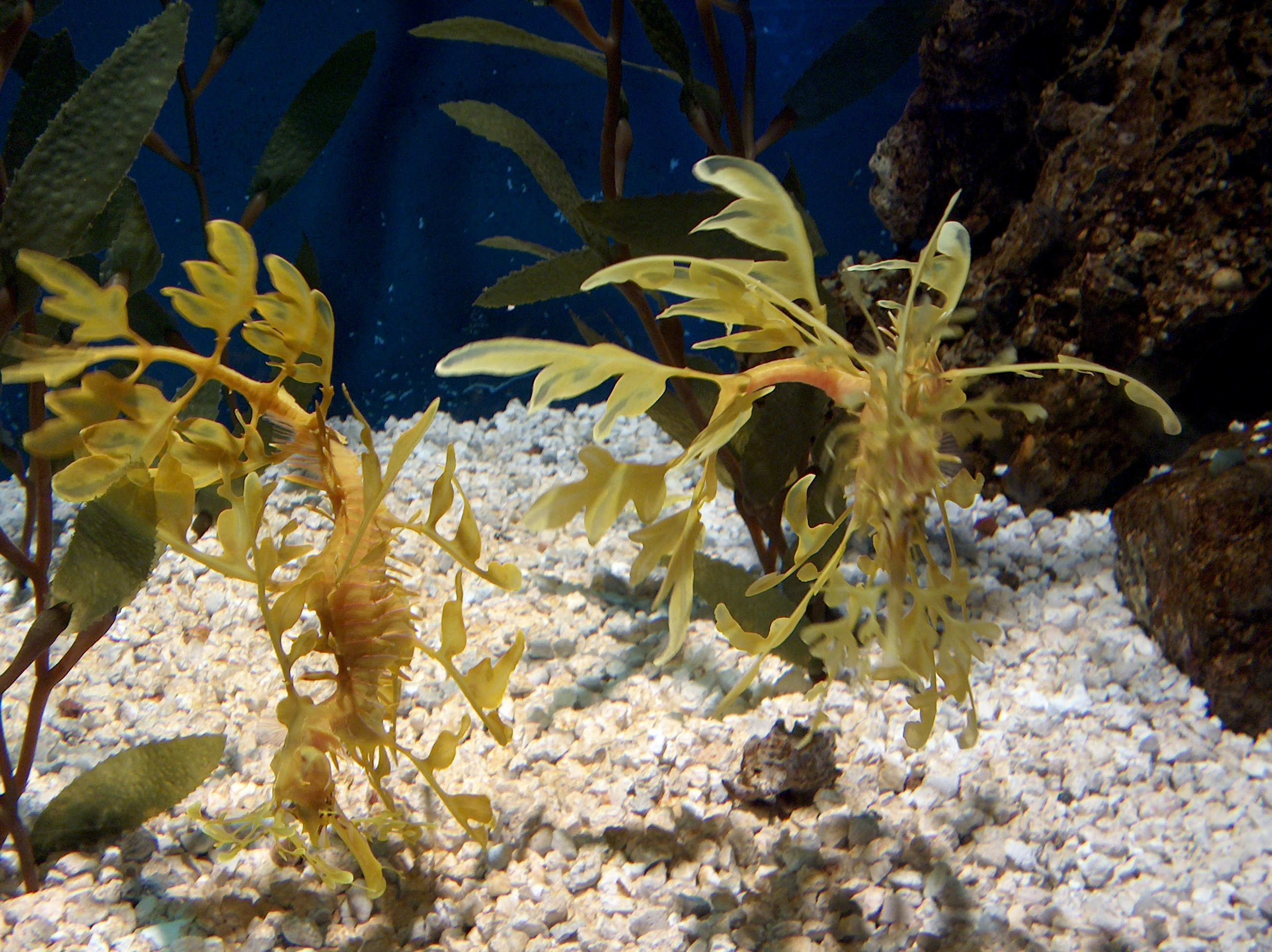
Zwei junge Fetzenfische

Große Fetzenfische versammeln sich im Winter in seichten Buchten zur Paarung. Die Weibchen sind dann durch ihre stark geschwollenen Bäuche von den schlanken Männchen zu unterscheiden. Die Haut an der Unterseite des Schwanzes und der Schwanzseiten der Männchen ist jetzt faltig, weich und schwammig, um die 250 bis 300 von den Weibchen abgelegten Eier aufzunehmen. Der Schwanz nimmt eine leuchtend gelbe Farbe an. Während der Paarung werden die Eier in die Schwanzhaut gedrückt, die danach anschwillt und verhärtet und um jedes Ei eine becherartige Form bildet. Die Eier sind 7 mm lang und haben einen Durchmesser von 4 mm. Nach der Paarung wandern viele Männchen in tieferes Wasser ab. Die Jungfische schlüpfen mit dem Schwanz voran, nach etwa acht Wochen in einem Zeitraum von sechs bis sieben Tagen. Sie sind dann 3,5 cm lang und können nach drei bis sechs Stunden selbständig schwimmen. Meist wandern sie dann in seichteres Wasser von 5 bis 7 Metern Tiefe.

## Fetzenfische in Aquarien
Große Fetzenfische werden von Schauaquarien auf der ganzen Welt gezeigt. Sie werden in Südaustralien gezüchtet und der Nachwuchs wird exportiert. In Aquarien gehaltene Fetzenfische werden bis zu zehn Jahre alt.